# Tillandsia acostae
Espèce
Classification phylogénétique
Tillandsia acostae est une espèce de plantes à fleurs de la famille des Bromeliaceae, originaire du Mexique au Costa Rica.

## Taxonomie
L'épithète acostae est une dédicace à Monsieur Acosta, préfet du district de San Ramón au Costa Rica, zone où a été découverte la plante.

## Protologue et Type nomenclatural
Tillandsia acostae Mez & Tonduz ex Mez, in Repert. Spec. Nov. Regni Veg. 14: 252 (1916)
Diagnose originale  :
« Foliis subbulbose rosulatis, utrinque lepidibus pallidis, appressis obtectis canescentibus, siccis subulatim involutis; inflorescentia nunc simplice nunc digitatim e spicis 2 omnino aequalibus composita; bracteis florigeris quam maxime concavis spicas fere teretes reddeuntibus, densissime imbricatis, rigidiusculus, glabris apicem versus prominulo-venosis, latissime breviterque subacuminatim acutis, in parte superiore bene carinatis, sepala optime superantibus; floribus stricte erectis; sepalis antico libero posticis binis ultra medium connatis, acutiusculis; petalis tubulose erectis, quam stamina optime brevioribus; stylo perlongo. »
Type :
- leg. A. Tonduz, n° 17891, 1913-05-13 ; « Costarica, in collium Tremendalium prope San Ramon nemoribus, alt. 1200-1400m »[1] ; « Costa Rica : Forêts des collines de Tremendal, près San Ramon, 1300-1400 m. » ; Holotypus B (B 10 0296326).
- leg. A. Tonduz, n° 17891, 1913-05-13 ; « Costa Rica : Forêts des collines de Tremendal, près San Ramon, 1300-1400 m. » ; Isotypus US National Herbarium (US 00089109)

## Synonymie

### Synonymie nomenclaturale
(aucune)

### Synonymie taxonomique
- Tillandsia rhomboidea André (proposée par H.Luther 1996)[2]

## Écologie et habitat
- Typologie : plante herbacée en rosette monocarpique, vivace par ses rejets latéraux ; épiphyte[2] à racines fonctionnelles.
- Habitat : forêt pluviale[2].
- Altitude : 1200-1400 m[1]  ; 750-1300 m[2].

## Distribution
- Amérique du Nord
  -  Mexique[2]
- Amérique centrale :
  -  Costa Rica[1],[3],[2]
  -  Guatemala[2]
  -  Honduras[2]
  -  Panama[2]